# 古斯塔夫·阿道夫 (拿騷-薩爾布魯根)
古斯塔夫·阿道夫（德語：Gustav Adolf，1632年3月27日—1677年10月9日），拿騷-薩爾布魯根伯爵，1659年至1677年在位。

## 家庭
1662年，古斯塔夫·阿道夫與霍恩洛厄-諾伊恩施泰因的艾蕾諾爾·克拉拉結婚，兩人共有3子3女：
1. 路德維希·克拉夫特（1663年—1713年）
2. 卡爾·路德維希（1665年—1723年）
3. 索菲·阿瑪莉埃（1666年—1736年），霍恩洛厄-朗根堡伯爵夫人
4. 古斯塔夫·阿道夫（1667年—1683年），早逝
5. 索菲·艾蕾諾爾（1669年—1742年）
6. 索菲·多蘿西亞（1670年—1748年），薩爾姆-格倫巴赫伯爵夫人